# A25 (Portugal)

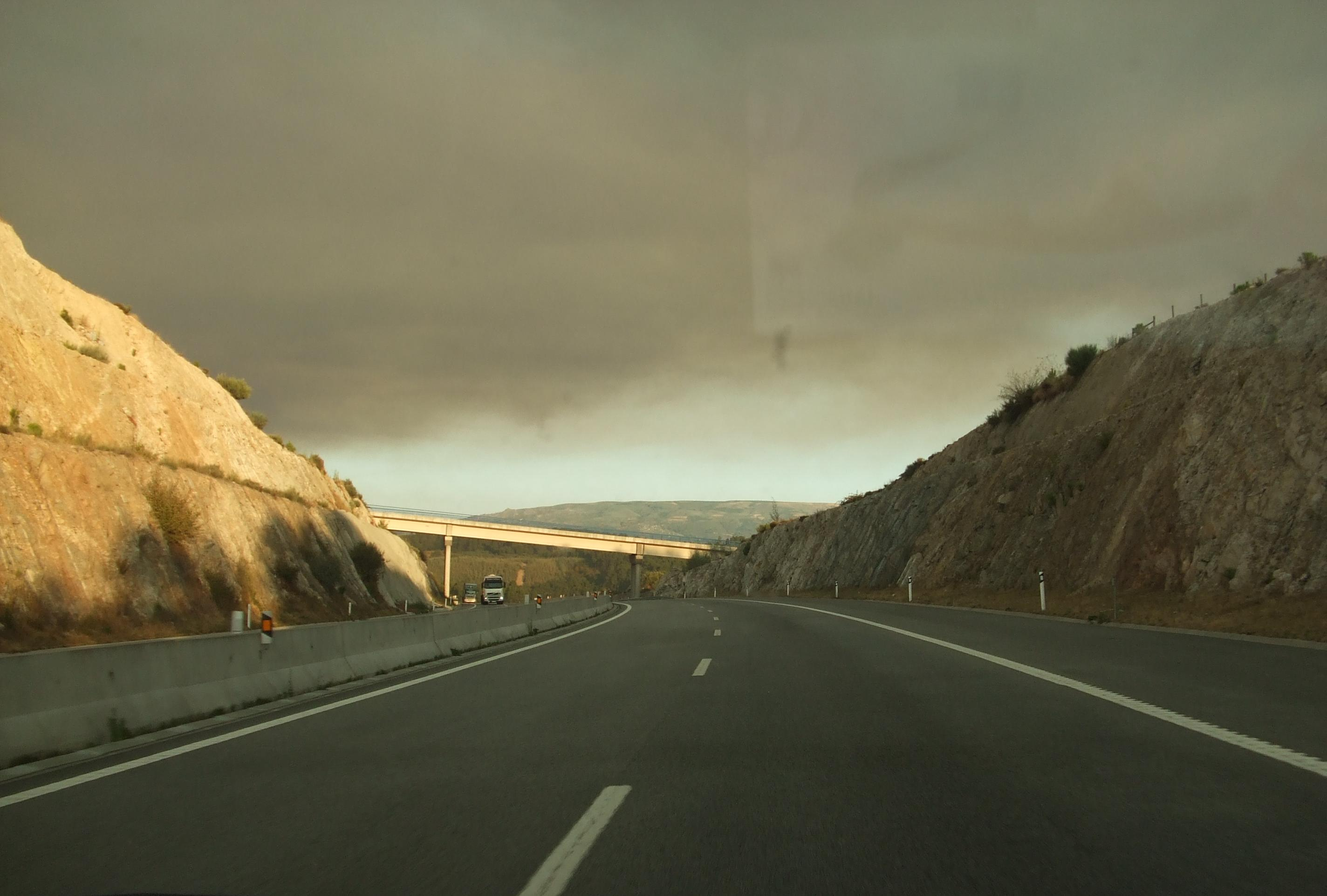
De A25 tussen Chãs de Tavares en Fornos de Algodres

De A25 of Auto-estrada das Beiras Litoral e Alta is een autosnelweg in Portugal die van Gafanha da Nazaré naar Vilar Formoso tot aan de grens met Spanje loopt. De snelweg is 199 kilometer lang en werd aangelegd tussen 2001 en 2006. Het laatste stuk tot aan de Spaanse grens werd geopend in 2021. In Spanje sluit de A25 aan op de A-62.
A1 · 
A2 · 
A3 · 
A4 · 
A5 · 
A6 · 
A7 · 
A8 · 
A9 · 
A10 · 
A11 · 
A12 · 
A13 ·
A13-1 · 
A14 · 
A15 · 
A16 · 
A17 · 
A18 · 
A19 · 
A20 · 
A21 · 
A22 · 
A23 · 
A24 · 
A25 · 
A26 · 
A27 · 
A28 · 
A29 · 
A30 · 
A31 · 
A32 · 
A33 · 
A34 · 
A35 · 
A36 · 
A37 · 
A38 · 
A39 · 
A40 · 
A41 · 
A42 · 
A43 · 
A44 · 
A47 · 
A48 · 
VRI